# El maleficio (2023)
El maleficio (no Brasil: Estranho Poder) é uma telenovela mexicana dos gêneros terror e suspense dramático produzida por José Alberto Castro para a TelevisaUnivision e exibida pelo Las Estrellas  desde 13 de novembro de 2023 al 3 de março de 2024, substituindo Gloria Trevi: Ellas soy yo e senda substituida por Marea de pasiones. 
É um reboot do clássico homônimo de 1983 criada por Fernanda Villeli, sendo a sexta produção da franquia Fábrica de sueños.
É protagonizada antagonicamente por Fernando Colunga, junto à Marlene Favela e antagonizada por Julián Gil, Adrián Di Monte, Verónica Montes, Markín López e Chantal Andere e tem atuações estelares Sofía Castro, Alejandro Calva, Alejandro Ávila, Jessica Coch, Julio Vallado e Pedro de Tavira e os primeiros atores Jacqueline Andere, Rafael Inclán e Eugenio Cobo

## Sinopse
Enrique de Martino é um empresário misterioso e bem-sucedido cuja grandeza está cercada por um segredo obscuro e bem guardado. Em contraste está Beatriz Almazán, uma mulher de coração generoso e dedicada à família. Os caminhos de Enrique e Beatriz entre si e o amor surge, o que desorganiza os planos de Enrique. Enrique adora o demônio Bael e acredita que Beatriz e sua família são a chave para garantir a continuidade de Bael.

## Elenco[3]
- Fernando Colunga - Enrique de Martino[4]
- Marlene Favela - Beatriz Almazán de Martino / de Montes[5]
- Julián Gil - Gerardo Aster[6]
- Jacqueline Andere - Doña Nuria Almazán
- Sofía Castro - Victoria "Vicky" Montes Almazán[7]
- Alejandro Calva - el Padre Cayetano Oseguera
- Alejandro Ávila - Joel Núñez
- Adrián Di Monte - Jorge de Martino Alarcón
- Verónica Montes - Julia Peralta
- Jessica Coch - Diana Ojeda
- Julio Vallado - Raúl de Martino Alarcón
- Markín López - Damián Pérez "El Capitán"
- Pedro de Tavira - Eduardo
- Mario Loría - Adrián Zurita
- Jaume Mateu - Fernando Salgado
- Kaled Acab - Juan "Juanito" Montes Almazán
- Jesús Carús - Carlos Ramírez Flores
- Katia Bada - Rutila "Ruth"
- Nicole Curiel - Clara
- Michelle Durán - Roberta
- Rafael Inclán - Darío
- Ana Belena - Nora Alarcón de Martino
- Mark Tacher - Álvaro Campos[8]
- Eugenio Cobo - Cardenal Mondragón
- Chantal Andere - Dolores Zaragoza
- Sergio Basañez - Ricardo Montes
- Marcia Coutiño - Marcia
- Karla Cossio - Lucía
- Sergio Goyri - Humberto Zamora
- Gerardo Murguía - el Cardenal Fabio Neri
- Ernesto Alonso † - Bael

## Produção

### Desenvolvimento
Em meados de outubro de 2018, o Grupo Televisa anunciou o reboot da telenovela El maleficio de 1983, fazendo parte da franquia de séries televisivas antológicas Fábrica de sueños. Em 4 de janeiro de 2023, foi anunciado que o produtor responsável pela entrega é José Alberto Castro. As filmagens da série começaram em 24 de julho de 2023 na Cidade do México , além de ter como locações Nova Iorque e Cidade do Vaticano.

### Escolha de elenco
No dia 21 de julho de 2023, Fernando Colunga e Marlene Favela foram anunciados como os protagonistas, além de Jacqueline Andere, que interpretou Beatriz de Martino na versão original. Em 24 de julho de 2023, Rafael Inclán, Sergio Basañez, Sofía Castro, Julio Vallado e Kaled Acab foram confirmados no elenco. Em 3 de agosto de 2023, Mark Tacher entrou para o elenco principal, um dia depois, está confirmado que Julián Gil entra para o elenco. O restante do elenco foi anunciado em 21 de setembro de 2023.

## Audiência
| Horário             | # Eps. | Estreia                | Estreia           | Final              | Final           | Posição | Temporada | Classificação geral |
| Horário             | # Eps. | Data                   | Primeiro capítulo | Data               | Último capítulo | Posição | Temporada | Classificação geral |
| ------------------- | ------ | ---------------------- | ----------------- | ------------------ | --------------- | ------- | --------- | ------------------- |
| Segunda—Sexta 21h30 | 82     | 13 de novembro de 2023 | 2.7               | 3 de março de 2024 | 3.0             | #1      | 2023-2024 | 2.4                 |